# Raíz de orris

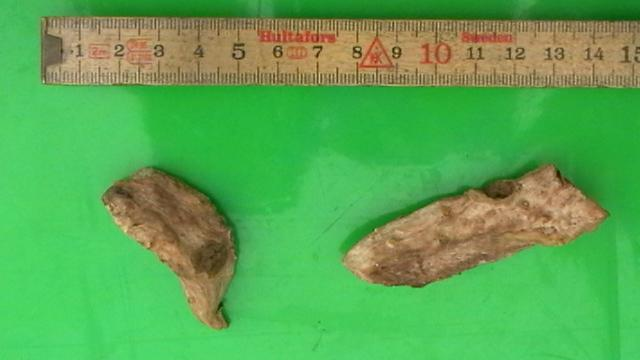
Raíces de orris

Se denomina raíz de orris a los rizomas secos de las especies de lirios Iris germanica, Iris florentina o Iris pallida. Antiguamente se utilizaba en medicina herbal occidental y, en la actualidad, se usa principalmente como fijador y nota de base en perfumería, como así también como ingrediente de muchas marcas de gin. El nombre "raíz de orris" proviene por confundir como raíz a los rizomas subterráneos y "orris" como deformación del término "iris". 
Los rizomas de las especies mencionadas de Iris se secan durante un período de tiempo, que puede llegar a cinco años o más, y luego se muelen, se disuelven en agua y se destilan. Una tonelada de rizomas de lirio produce dos kilos de aceite esencial, que se conoce como manteca de raíz de orris o manteca de orris. El destilado es de color amarillo o marrón y solidifica a temperaturas menores a 40ªC. Es totalmente miscible con el alcohol. A este producto se le pueden eliminar con álcalis los compuestos grasos para obtener el aceite esencial absoluto de orris. Las sustancias responsables de su olor son la alfa y gamma ironas.  El aceite es muy caro y se suele utilizar en perfumería y en la formulación de saborizantes.